# マーガレット・レイン・ハント
マーガレット・レイン・ハント（1831年 - 1912年、英: Margaret Raine Hunt）は、グレートブリテン及びアイルランド連合王国出身の小説家、およびグリム兄弟が著した物語の翻訳者である。

## 略歴
マーガレット・レインは1831年にイングランドのダラム州で生まれる。古物研究家であるジェームス・レインの娘で、ヨーク大聖堂の総長であるジェイムス・レインの妹であり、エーヴリル・ボーモントというペンネームを用いたりもしていた。夫は画家のアルフレッド・ウィリアム・ハントである。長女は小説家のヴァイオレット・ハント（1854年-1924年）、次女はデザイナーのウィリアム・アーサー・スミス・ベンソンと結婚したヴェネティアである。
1880年代には彼女の文学的人脈によって、詩人で作家のオスカー・ワイルドとは家族ぐるみの友情へと発展した。1886年、彼女はロンドンに住んでいた。彼女は小説執筆に加えて、グリム童話の最終版翻訳も行っていた。
ハントの墓、夫と娘の墓はブルックウッド共同墓地の56番にある。

## 作品
ハントが執筆した小説をいかに記す。

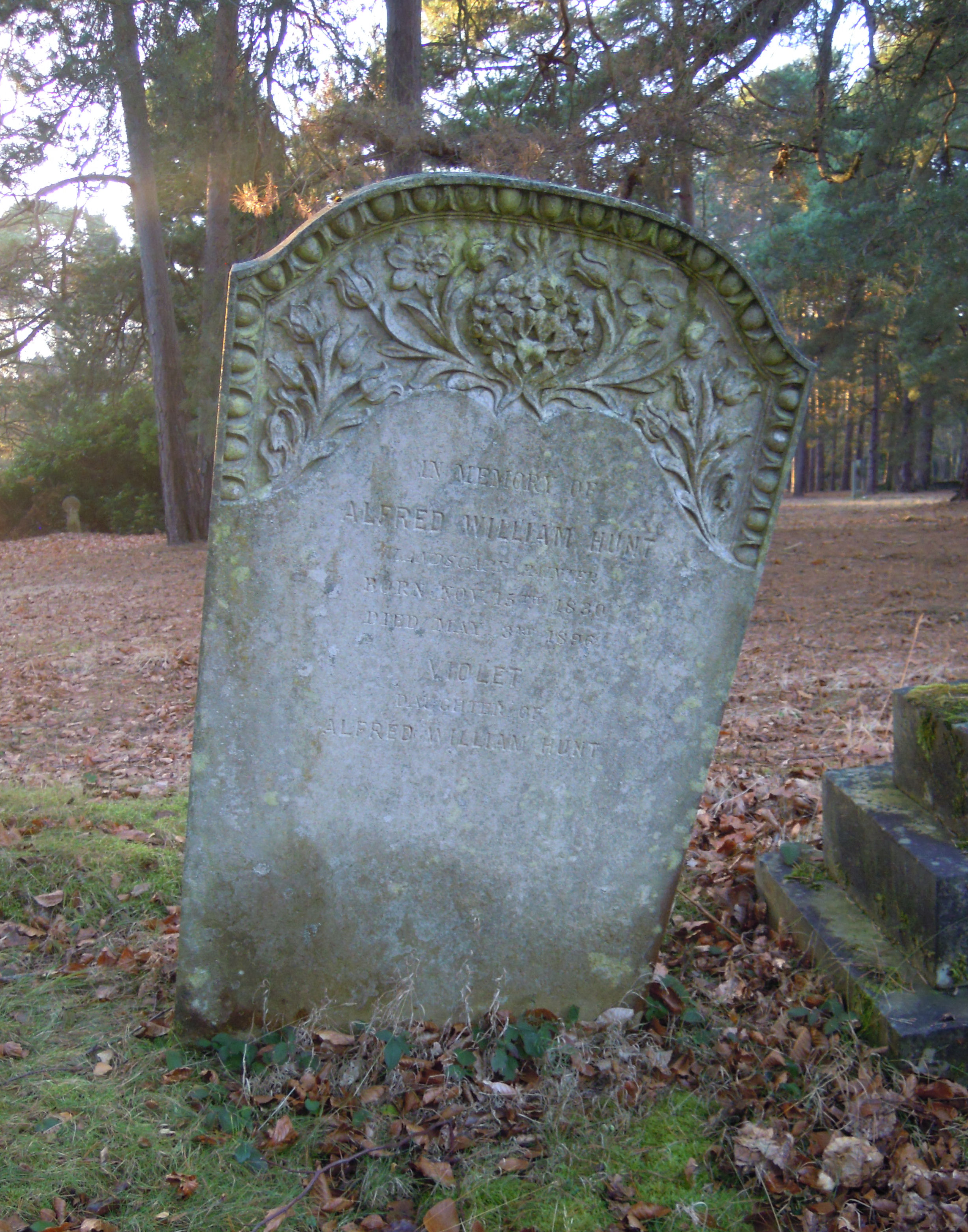
ブルックウッド共同墓地にあるハントの墓

- Under Seal of Confession (1874) (as Averil Beaumont)
- The Leaden Casket (1880)
- Thornicroft's Model (1881) (as Averil Beaumont)
- The Governess (1912) with Violet Hunt, preface by Ford Madox Brown.

1884年、グリム童話集（Grimm's Household Tales）全2巻（ジョージ・ベル・アンド・サンズ、コヴェント・ガーデン）を詩人で小説家のアンドルー・ラングの序論付きで創作した。